# Irina Makarovna Poročkina
Irina Makarovna Poročkina (rusky Ирина Макаровна Порочкина; 1. února 1925, Leningrad, SSSR – 20. prosince 2014, tamtéž) byla významná ruská vysokoškolská učitelka, jazykovědkyně (zaměřením bohemistka) a především překladatelka české literatury do ruského jazyka. Byla také členkou petrohradské Společnosti bratří Čapků (rusky Общество братьев Чапеков в Санкт-Петербурге).

## Život a dílo
Irina Makarovna Poročkina působila jakožto vysokoškolská pedagožka na katedře slavistiky Petrohradské státní univerzity. V popředí jejího vědeckého zájmů byly např. česko-ruské vztahy (je autorkou rusky psané knihy Češi v Petrohradě), či osobnost českých dějin, první československý prezident Tomáš Garrigue Masaryk.
Do ruštiny z českého jazyka převedla české spisovatele, kterými byli kupříkladu Emil František Burian, Viktor Dyk, Josef Frais, Jaroslav Hašek, Milan Kundera, T. G. Masaryk, Zdeněk Mathauser, Stanislav Kostka Neumann, Ivan Olbracht, Karel Poláček, Marie Pujmanová, Karolina Světlá, Josef Škvorecký, Ladislav Štoll, Jiří Wolker etc.

### Osobní život
Jejím manželem byl ruský bohemista a překladatel Igor Vladimirovič Inov (rusky Игорь Владимирович Инов; 1930–2003). V roce 2003 se stala společně se svým manželem laureátkou ocenění Gratias Agit, udělované českým ministerstvem zahraničních věcí, za šíření dobrého jména v zahraničí.

## Zajímavost
Dle Martina Štolla „hovořila při všech příležitostech o české kultuře, například při návštěvě Samarkandské univerzity v Uzbekistánu v roce 1972, což byla vůbec první přednáška o Československu v tamním kontextu.“ — HOST, 2015, roč. XXXI, č. 2, s. 5  